# Vente directe d'électricité
 (avril 2016).
Si vous disposez d'ouvrages ou d'articles de référence ou si vous connaissez des sites web de qualité traitant du thème abordé ici, merci de compléter l'article en donnant les références utiles à sa vérifiabilité et en les liant à la section « Notes et références ».
La vente directe d'électricité (ou PPA pour « Power Purchase Agreement ») est un type de contrat de vente passé entre un producteur d'électricité, souvent d'origine renouvelable, avec une personne morale qui la lui achète. En droit français, ce type de vente se nomme contrat d'achat direct d'énergies renouvelables (Cader).

## Description
Ce procédé de vente de l'électricité donne la possibilité aux producteurs d'énergies renouvelables de commercialiser leur production directement auprès de la bourse de l'électricité : EPEX SPOT. Une initiative similaire est lancée en Allemagne en 2009.  
La vente directe d'électricité est un procédé qui vise à valoriser la vente d'énergie verte au même titre que les énergies conventionnelles. Le plus souvent, un producteur d'énergie intéressé par la vente directe fait appel à un opérateur de marché dont le métier est de valoriser la production des centrales renouvelables avant de la vendre à la bourse de l'électricité. 
Pour valoriser cette énergie verte, l'opérateur de marché agrège la production électrique des centrales de ses clients, le plus souvent à l'aide d'une centrale électrique virtuelle. C'est un outil digital qui permet de mieux gérer le flux de production ou de consommation d'installations et d'agir en temps réel lorsqu'il est intéressant de vendre à la bourse de l'électricité. 
La durée moyenne de ce type de contrat est de 13 ans en Europe. 

## Type de contrat

### En fonction de l'acheteur
Lorsqu'un PPA est souscrit par un fournisseur d'électricité, le contrat est nommé Utility PPA (uPPA), lorsqu'il est souscrit par un acheteur consommateur final, il s'agit d'un Corporate PPA (cPPA). En France, les contrats d'achat direct d'énergies renouvelables (cader) peuvent également être souscrits par des acteurs publics, pour une durée d'au plus vingt ans, depuis la Loi relative à l'accélération de la production d'énergies renouvelables de mars 2023.
Un rapport de la Commission de régulation de l'énergie informait qu'en septembre 2021, 40 GW de PPA étaient souscrits au sein de 11 pays européens. À cette date, les uPPA représentent une part significative des volumes signés en PPA. Les GAFAM, les entreprises de la chimie et de la métallurgie sont les principaux souscripteurs de cPPA.
Des entreprises peuvent souscrire à un PPA négocié en commun, tout comme des collectivités et services publics.

### En fonction du type de prestation
Il existe 3 types de PPA
- On-site PPA ou PPA physique : l'électricité est livrée par le fournisseur de manière physique
- Off-site PPA ou PPA financier : il n'y a pas de livraison physique, mais une reprise financière de l'électricité par le prestataire
- Sleeve PPA : le prestataire sert d'intermédiaire entre le producteur et le consommateur

### Vente directe avec complément de rémunération
Afin de convaincre les producteurs actuellement sous obligation d'achat, le gouvernement décide de proposer à ces derniers un complément de rémunération composé de deux primes. 
- La prime à l'énergie intervient pour garantir au producteur des revenus au moins égaux à son ancien tarif d'obligation d'achat avec EDF.
- La prime de gestion est le véritable bonus accordé au producteur : elle le récompense pour avoir opté pour la vente directe et suivi la procédure administrative. Son montant est fixe.

Les règles encadrant le complément de rémunération sont définies aux articles L314-18 à L314-27 du Code de l'énergie.
Le complément de rémunération n'est pas encore entré en vigueur. Pour cela, il manque encore la publication des décrets et arrêtés qui fixeront son montant. 
Après avoir touché ce complément de rémunération pour une durée qui, selon les futurs décrets et arrêtés, ne devrait pas dépasser les quinze ans, le producteur aura rentabilisé sa centrale. Le producteur qui obtient un contrat de vendre directe avec complément de rémunération perçoit également des revenus de vente lorsqu'un trader lui rachète sa production avant de la revendre à la bourse. 

### Vente directe
Le dispositif d'aide de l’État ne s'appliquant pas à tous les cas de figure, certains producteurs n'obtiennent comme rémunération que le montant auquel ils vendent leur électricité sur le marché. Les risques financiers sont importants puisqu'il arrive que les prix de l'électricité soient très bas, lorsque la demande est faible ou que la quantité d’électricité sur le réseau est trop élevée. C'est pourquoi les producteurs peuvent faire appel à des professionnels du marché qui leur proposent d'assumer pour eux ces risques financiers. En échange, le producteur accepte d'être rémunéré à un tarif fixe. 

## Ampleur
En 2019, les contrats de vente directe d'électricité représentaient 19,5 GW dans le monde, soit 10% des nouvelles capacités d'énergies renouvelables. Les entreprises qui souscrivent des contrats ont parfois des difficultés à s'engager sur le long terme correspondant à la construction de nouvelles centrales électriques (10 ans) et certaines choisissent des contrats plus courts proposés par des agrégateurs.
En 2023, les nouveaux contrats de vente directe d'électricité renouvelable aux entreprises atteignent 46 GW, dont 20,9 GW aux Amériques, 15,4 GW en Europe et 9,7 GW en Asie-Pacifique. Les contrats signés en 2022 avaient atteint 41 GW,  dont 24,4 GW aux Amériques. L'énergéticien français Engie a signé 85 de ces contrats en 2024, pour un volume total de 4,3 GW d'énergie solaire et éolienne, et l'Américain AES Corporation 3,5 GW en 9 mois.

## En France
En France, le PPA peut se substituer au contrat d'obligation d'achat proposé par Électricité de France (EDF). Ce type de contrat est introduit par la loi no 2015-992 relative à la transition énergétique pour la croissance verte promulguée le 17 août 2015 et élargi par la Loi relative à l'accélération de la production d'énergies renouvelables de mars 2023.
Le marché des PPA en France débute en 2019. Sur la période 2019-2021, les PPA se développent majoritairement par la production d'énergie solaire photovoltaïque autour d'un prix moyen indicatif de 40-45 € par MWh. Les principaux producteurs sont Voltalia, TotalEnergies, Valeco, Engie, Urbasolar, alors que les principaux consommateurs de cPPA sont la SNCF, Orange, Auchan, le LCL et Aéroport de Paris ; alors que concernant les uPPA, Statkraft et Enercoop.